# 諾斯羅普角
67°24′S 65°16′W / 67.400°S 65.267°W
諾斯羅普角（英語：Cape Northrop）是南極洲的海岬，位於南極半島東岸，分隔弗因海岸和鮑曼海岸，海拔高度1,160米，在1928年12月20日由澳大利亞探險家發現。